# Jerome Lowenthal
Jerome Lowenthal   (Filadèlfia, 11 de febrer de 1932) és un pianista clàssic nord-americà. Ha estat president del departament de piano a la "Juilliard School" de Nova York. A més, Lowenthal forma part de la facultat de l'Acadèmia de Música de l'Oest a Santa Bàrbara, Califòrnia i, a la "Juilliard School" de Nova York, on entre els seus alumnes tingué el rus Vassily Primakov.
Lowenthal va néixer a Filadèlfia. Va debutar com a pianista solista als 13 anys amb l'Orquestra de Filadèlfia. De retorn als Estats Units des de Jerusalem el 1963, va debutar amb la Filharmònica de Nova York, tocant el concert per a piano núm. 2 de Bartók. Des de llavors, ha actuat amb directors famosos com Daniel Barenboim, Seiji Ozawa, Michael Tilson Thomas, Yuri Temirkanov, Leonard Slatkin, Leonard Bernstein, Eugene Ormandy, Pierre Monteux, Josef Krips, i Leopold Stokowski. Ha tocat sonates amb Itzhak Perlman, duos de piano amb Ronit Amir i amb Ursula Oppens, a més de quintets amb el Lark Quartet, Avalon Quartet i Shanghai Quartet.
Els seus estudis van incloure classes amb Olga Samaroff a Filadèlfia, William Kapell i Eduard Steuermann a la "Juilliard School" de Nova York i Alfred Cortot a "l'École Normale de Musique" de Paris de París, França. Premiat al "Queen Elisabeth Music Competition" de Brussel·les (1960) i al "Busoni Competition", és jutge freqüent en concursos internacionals de piano.
És reconegut com a especialista de Franz Liszt, Pyotr Txaikovski, Béla Bartók i, més generalment, de música virtuosa i romàntica tardana. Entre els seus enregistraments hi ha concerts de piano de Liszt amb l'Orquestra Simfònica de Vancouver i el cicle complet de concerts de Txaikovski amb l'Orquestra Simfònica de Londres. Té un ampli repertori, inclosos 59 concerts per a piano interpretats. És el dedicatari de moltes obres noves, com el Concert per a piano (núm. 3) de Ned Rorem a Sis moviments, i ha desenterrat algunes poques obres de piano romàntiques, com el Tercer Concert per a piano de Liszt editat pel seu antic alumne Jay Rosenblatt.